# Guerra del Tiempo (Doctor Who)
La Guerra del Tiempo, o más específicamente, La Última Gran Guerra del Tiempo, es un conflicto producido dentro del universo ficticio de la serie británica de ciencia ficción Doctor Who. En él se enfrentaron los Señores del Tiempo contra los Daleks y provocó la aparente destrucción mutua de ambas razas, provocada por el Doctor.
En la continuidad de la serie, la guerra ocurre en el espacio entre Doctor Who: la película (1996) y el estreno de la serie moderna en 2005. No se muestra directamente en pantalla, pero es mencionada con mucha frecuencia en la serie moderna. Los eventos de la guerra y su progreso nunca se han explicado por completo. En varios episodios se dan pistas en varios comentarios breves, aunque la guerra no se convierte en el tema central hasta El último de los Señores del Tiempo. En el episodio dividido El fin del tiempo (2009-2010) se dio información adicional.
En el especial El día del Doctor se mostró el último día de la Guerra del Tiempo y se reveló que en realidad ni Gallifrey ni los Señores del Tiempo habían sido destruidos, sino que en su lugar fueron congelados a un punto aislado del espacio y el tiempo ocultos para todo el universo por una acción conjunta de las trece encarnaciones del Doctor.

## La Última Gran Guerra del Tiempo

### Orígenes
La Última Gran Guerra del Tiempo enfrentó a los Señores del Tiempo contra los Daleks de Skaro. El incidente específico que hizo saltar la chispa del conflicto no está claro, pero según el antiguo productor ejecutivo Russell T Davies, los orígenes datan de los encuentros del Doctor con los Daleks. En Genesis of the Daleks (1975), los Señores del Tiempo, al prever la posibilidad de que los Daleks conquisten todo el universo, envían al Cuarto Doctor al pasado en un intento de evitar la creación de los Daleks o afectar a su desarrollo para hacerlos menos agresivos.
En represalia por esta misión fallida, los Daleks intentan infiltrarse en el Alto Consejo de los Señores del Tiempo con duplicados del Quinto Doctor en Resurrection of the Daleks (1984), a lo que siguió una declaración abierta de hostilidad por parte de uno de los Emperadores Daleks en Remembrance of the Daleks (1988).
Dos eventos específicos provocan el estallido de la guerra: La Presidenta Romana intenta un tratado de paz bajo el "Acta de Restitución Maestra" (una posible referencia al de otro modo inexplicable juicio de El Amo en Skaro al principio de Doctor Who: la película (1996). A este intento le siguió el "Primer Incidente Etra" (The Apocalypse Element), que dicen que "inició la escalada de los eventos". Las armas que usan los Señores del Tiempo incluyen naves arco, portadores de agujeros negros, y Formas-N (Damaged Goods), mientras los Daleks llevan "todo el poder de los Deathsmiths de Goth (Black Legacy), y lanzaron una flota masiva en el vórtice (posiblemente en The Time of the Daleks).

### Progresión
La duración de la guerra es desconocida, con estimaciones que van desde al menos unos años hasta treinta mil años. De todas formas cifras similares son estimativas, ya que el tiempo mismo se dobló y mutiló por causa de la guerra. Varias razas con asuntos contra los Señores del Tiempo, como los Sontarans, deseaban participar, pero no les dejaron (La estratagema Sontaran y El cielo envenenado, 2008).
El Doctor afirma que ha luchado en la primera línea, y estuvo presente en la "Caída de Arcadia" (El día del Juicio Final, 2006). Davros, el creador de los Daleks, también luchó en la guerra después de que sus creaciones, que se volvieron contra él en Genesis of the Daleks pero le resucitaron en Destiny of the Daleks, le devolvieron a la posición de líder. En el primer año de la Guerra, la nave de comando de Davros fue al parecer destruida en las Puertas de Elysium tras volar contra las mandíbulas del Niño Pesadilla. Sin que lo sepa el Doctor, que intentó salvarlo, Davros fue rescatado por Dalek Caan, que había escapado de los eventos de La evolución de los Daleks (2007) por un salto temporal de emergencia (La Tierra robada y El fin del viaje).
La guerra provocó incontables millones de muertes interminables, ya que ambas facciones usaban el viaje en el tiempo para deshacer las batallas que provocaban bajas masivas en ambos bandos (El fin del tiempo, 2009). Estos excesos hicieron que el conflicto quedara "encerrado en el tiempo" para que ningún viajero en el tiempo pudiera entrar en él, como se menciona en La Tierra robada y Los fuegos de Pompeya. El Doctor describe los últimos días de la guerra como el "infierno", con "las Degradaciónes de Skaro, la Horda de Trasvesties, el Niño Pesadilla, el que pudo ser rey con su ejércitos de Pudieron ser y Nunca fueron" constituyen desarrollos particularmente perturbadores.
Mientras la guerra progresaba, los Señores del Tiempo se fueron haciendo cada vez más agresivos y sin escrúpulos. En cierto punto, resucitaron a El Amo, Señor del Tiempo renegado y enemigo del Doctor, ya que pensaron que sería "el guerrero perfecto para una guerra del tiempo". Se implica que le dieron un nuevo juego completo de regeneraciones, tal y como se hizo con todos los Señores del Tiempo que lucharon en la guerra, y que el Ojo de la Armonía se podía usar como medio para conseguir más regeneraciones. Sin embargo, después de que el Emperador Dalek se hizo con el control del Cruciforme, el Amo desertó, usó el arco camaleónico para disfrazarse de humano y escapó a un periodo del tiempo poco antes del fin del universo. Genéticamente humano, escapó a la destrucción de todos los Señores del Tiempo, así como a la detección del Doctor, que no sabía ni que había resucitado. El Amo también permaneció ignorante de la última fase de la guerra hasta que el Doctor se lo contó muchos años más tarde.
En los primeros años de la guerra, el liderazgo entre los Señores del Tiempo permaneció incierto. Especialmente, se evitó mencionar el papel de la antigua acompañante Romana, Presidenta de los Señores del Tiempo según novelas, audiodramáticos y cómics. Finalmente, Rassilon, fundador de la sociedad de los Señores del Tiempo y su tecnología de viaje temporal y que había descubierto el secreto de la inmortalidad, regresó para asumir el liderazgo como Lord Presidente, cargo que él había sido el primero en ostentar. Rechazando la posibilidad de que los Daleks destruyeran su civilización, Rassilon preparó un escenario apocalíptico, la así llamada "Última Sanción". Este plan genocida consistía en sacrificar el tiempo mismo, así destruyendo a los Daleks y toda la vida en el universo. Los Señores del Tiempo habrían trascendido a una conciencia colectiva incorpórea que habría sido la única forma de vida sensible en la existencia. Los Señores del Tiempo, aparentemente endurecidos por los horrores de la guerra, le dieron un apoyo casi unánime a este plan. Cuando un miembro del Consejo dijo que sería mejor que Gallifrey fuera destruido, Rassilon la desintegró.

### Conclusión
La Guerra del Tiempo concluyó con la aparente destrucción mutua de ambas facciones y sus respectivos planetas. La flota Dalek, al parecer diez millones de naves, fue destruida por el Doctor (Dalek, 2005), pero entonces el Doctor afirma que los Señores del Tiempo y los Daleks ardieron juntos y que él en persona acabó la guerra, en un acto que causó que los Señores del Tiempo, los Daleks y Gallifrey ardieran. También admite que voló con su propia TARDIS en solitario contra la flota Dalek cuando avanzaba contra Gallifrey, y provocó un evento desconocido que hizo que la flota entera se estrellara contra Gallifrey destruyendo a ambos (Utopía, El sonido de los tambores y El último de los Señores del Tiempo, 2007). El Doctor fue, así, responsable de la destrucción de su propio planeta. La criatura del foso le llama "el destructor de su propia especie" en El foso de Satán (2006).
Las razones específicas y lo que llevó al Doctor a tomar una medida tan drástica se reveló finalmente en El fin del tiempo (2009): El Doctor había descubierto una forma de acabar con la guerra, la cual era utilizando "el Momento" o ´´El Devorador de Galaxias´´ el cual aparentemente es un dispositivo de destrucción masiva creada por los antiguos habitantes de Gallifrey que se encontraba en la bóveda temporal como se ve en el especial 50 de Doctor Who, cuando descubrió los planes de la "Última Sanción" de Rassilon. No queda claro si "el Momento" habría resultado invariablemente en la destrucción de las dos facciones o si el Doctor podría haberlo usado para destruir únicamente a los Daleks y decidió destruir también a los Señores del Tiempo para evitar sus planes.
A estas alturas, la guerra del tiempo estaba ya "encerrada temporalmente" para que ningún viajero en el tiempo pudiera entrar o salir de ella. Sabiendo esto y la amenaza que suponía la posesión del Momento por parte del Doctor, Rassilon y los demás consejeros intentaron escapar del cierre implantando retroactivamente una señal de tambores en ritmos de cuatro (el ritmo del latido de los corazones de un Señor del Tiempo) en el cerebro del Amo cuando era un niño (un sonido que acabó volviéndole loco) y usó una Estrella de Punta Blanca, un diamante que sólo se encuentra en Gallifrey, para crear un enlace entre el último día de la Guerra del Tiempo y la Tierra en 2010. El Amo así podría atraer Gallifrey y a los Señores del Tiempo fuera del cierre temporal y hasta el presente, algo que hizo al incrementar la señal al convertir a prácticamente toda la humanidad en copias de sí mismo. El plan finalmente falló cuando el Doctor destruyó el diamante de enlace y el Amo aparentemente se sacrificó para evitar que Rassilon matara al Doctor, mandando de nuevo a los Señores del Tiempo a su aparente condenación.

## Consecuencias

### Desaparición de los Señores del Tiempo
Tras la destrucción de los Daleks y los Señores del Tiempo, se cree que el Doctor es el último de su raza. La desaparición de los Señores del Tiempo también tuvo un profundo impacto en el viaje en el tiempo. En el episodio de 2006, La ascensión de los Cybermen, cuando el Décimo Doctor, Rose Tyler y Mickey Smith se ven atrapados en un universo paralelo, el Doctor explica que, cuando los Señores del Tiempo estaban ahí, el viaje entre universos paralelos era menos difícil, pero con su desaparición, los puentes entre universos están cerrados (La ascensión de los Cybermen y La edad del acero, 2006). Los Señores del Tiempo también podían prevenir o reparar paradojas como la que creó Rose al intentar salvar la vida de su padre Pete Tyler en un accidente de tráfico. Tras la desaparición de los Señores del Tiempo, esa paradoja invocó a unas terribles bestias que descendieron para "esterilizar la herida" en el tiempo devorándolo todo en su interior, que sólo pudieron ser detenidas por Pete matándose a sí mismo (El día del padre, 2005).
Por la destrucción de Gallifrey y los Señores del Tiempo, el Doctor no se vuelve a encontrar con otros Señores del Tiempo viajeros. En el pasado se dice que hay bloqueos en las TARDIS que evitan que viajen al pasado de Gallifrey. El bloqueo temporal, junto con el peligro de provocar una paradoja, hacen que el Doctor evite volver atrás en el tiempo para salvar a los Señores del Tiempo. También avisa a otro personaje de que no intente alterar su propia línea temporal, ya que entrometerse de esa forma podría "destruir dos tercios del universo" (Parpadeo, 2007) y se resiste a una oferta que le hace el director Finch de los Krillitane, que le habría dado al Doctor la habilidad de reordenar el universo y le hubiera permitido detener la guerra (Reunión escolar, 2006).

### Restos de los Daleks
A pesar de los esfuerzos del Doctor, no todos los Daleks perecieron en la guerra. El Noveno Doctor se encuentra con un solitario Dalek estropeado en un museo de la Tierra en 2012, que al parecer llevaba en la Tierra 50 años. Finalmente se decide a suicidarse al adquirir sentimientos humanos cuando absorbió el ADN de Rose Tyler al tocarla esta. El Doctor después descubre que el Emperador Dalek también ha sobrevivido y se ha dedicado a reconstruir toda una nueva raza Dalek usando materia orgánica de cadáveres humanos reescribiendo su ADN. La destrucción del Emperador y su flota en el año 200.100 durante un ataque a la Tierra en el último episodio de la temporada de 2005 por parte de Rose Tyler con poderes aumentados al absorber el Vórtice del Tiempo se acompaña por la declaración de ella de que "la Guerra del Tiempo termina" (Lobo malo y El momento de la despedida, 2005).
Un grupo de elite llamado el Culto de Skaro voló hacia el Vacío entre dimensiones y sobrevivió al fin original de la Guerra del Tiempo, llevándose con ellos el Arca del Génesis, una prisión de los Señores del Tiempo que contenía en su interior millones de Daleks. El nuevo ejército Dalek se liberó en la Tierra en 2007 después de que la tocara Mickey Smith, pero al final gracias al Décimo Doctor fueron absorbidos todos de vuelta al Vacío. Sin embargo, el Culto de Skaro escaparon gracias a un "salto temporal de emergencia". Reaparecieron en Nueva York en 1930, donde intentaron utilizar humanos para crear una nueva raza de Daleks. Aunque tres miembros del Culto murieron, el cuarto, Dalek Caan, escapó por otro salto temporal de emergencia (Daleks en Manhattan y La evolución de los Daleks). Regresó a la Guerra del Tiempo y, a costa de volverse loco, rescató al creador de los Daleks, Davros. Este utilizó células de su propio cuerpo para crear un nuevo imperio Dalek y mantuvo a Caan a su lado porque adquirió habilidades proféticas. Los Daleks intentaron destruir toda la realidad con una "bomba de realidad" energizada por 27 planetas robados, para así ser ellos las únicas criaturas vivientes. Sin embargo, Caan manipuló a Davros para ayudar al Doctor y Donna Noble a derrotar a los Daleks después de ver y comprender el daño que los Daleks habían causado a lo largo del tiempo. Los Daleks fueron destruidos por un clon del Décimo Doctor, mientras Davros y Caan fueron abandonados en la nave nodriza Dalek antes de que estallara (La Tierra robada y El fin del viaje,2008).
Una nave con tres Daleks escapó a ese destino al caer accidentalmente en un agujero en el tiempo donde encontraron un resto de un dispositivo "progenitor" que contenía ADN de Dalek puro. Sin embargo, como esos Daleks habían sido creados con el ADN de Davros, el progenitor no les aceptaba como verdaderos "Daleks". Para utilizar el progenitor, los Daleks engañan al Undécimo Doctor para que lo active por ellos durante la Segunda Guerra Mundial. Una vez activado, el progenitor creó un nuevo modelo de Daleks que destruyó a los antiguos y los nuevos Daleks escaparon en el tiempo, fundando una nueva raza de Daleks (La victoria de los Daleks, 2010).

### Supervivencia del Amo
Tras la Guerra del Tiempo, el Doctor está convencido de que es el único Señor del Tiempo superviviente, diciendo que si hubieran sobrevivido otros, él los hubiera detectado. Las últimas palabras del Rostro de Boe para él fueron "Tú no estás solo" (Atasco, 2007). Esta enigmática frase se explica cuando el Doctor encuentra a un profesor Yana, que se revela que es El Amo, que se había estado escondiendo en forma humana en el fin del universo usando un arco camaleónico, tras escapar de la destrucción de los Señores del Tiempo y los Daleks. En forma humana, pudo esquivar la detección del Doctor, quien ni siquiera sabía que hubiera resucitado durante la Guerra del Tiempo en primer término. El Amo recuperó sus recuerdos y su naturaleza del Señor del Tiempo después de que el Doctor disparase sus recuerdos. Escapó en la TARDIS del Doctor a la Tierra de principios del siglo XXI y se convirtió en el primer ministro de Gran Bretaña, Harold Saxon. Después convirtió la TARDIS en una Máquina Paradoja para permitir que un ejército de humanos del futuro que se habían convertido en los Toclafane pudieran invadir la Tierra. Sin embargo, un año más tarde, la Máquina Paradoja fue destruida, borrando el reinado del Amo (Utopía, El sonido de los tambores, El último de los Señores del Tiempo, 2007).

### Impacto en otras especies
Las líneas temporales de otras razas y planetas cambiaron sin que los habitantes de los mundos afectados se dieran cuenta de los cambios en la historia, ya que eran parte de ellos. Los más afectados fueron los Grandes Animus, que murieron, la Conciencia Nestene, que perdió su planeta y también sus otros planetas fuente de proteínas, obligándole a otra invasión de la Tierra en 2005,(Rose, 2005) los Eternos, que al parecer abandonaron esta realidad desesperados, y los Gelth, que perdieron su forma física y quedaron reducidos a entidades gaseosas que intentaron poseer cuerpos humanos en 1869 usando una falla temporal en Cardiff. Los Gelth describieron el impacto de la guerra como "invisible para las especies inferiores pero devastador para las formas superiores". (Los muertos inquietos, 2005)

## Guerra del Tiempo y continuidad
La Guerra del Tiempo también proporcionó una explicación para resolver cualquier contradicción en la continuidad de la serie: por ejemplo, el escritor Paul Cornell sugirió que la destrucción de la Tierra por el sol en expansión cinco mil millones de años en el futuro en lugar de la representación original de esta destrucción en el año diez millones en The Ark (1966) se puede atribuir a los cambios en la historia provocados por la Guerra. Steven Moffat, escritor y después productor ejecutivo de la serie, ha ido más allá, diciendo que "una serie de televisión que abraza tanto la idea de un universo paralelo como el concepto de que el tiempo cambia no puede tener errores de continuidad, es imposible que Doctor Who se equivoque, ya que simplemente se puede decir que cambió el tiempo y es un remolino de la Guerra del Tiempo".

## Cambio retroactivo de la continuidad
En el episodio especial El día del Doctor se contó el último día de la Guerra del Tiempo, y en él se reveló un secreto que cambió radicalmente de forma retroactiva el final de la Guerra del Tiempo y sus consecuencias. En el episodio se menciona que, finalmente, en el último momento, el Doctor Guerrero, la encarnación del Doctor que luchó en la Guerra del Tiempo, no llegó a utilizar el Momento, y que en su lugar, las trece encarnaciones del Doctor (del Primero al entonces inédito Duodécimo más el Doctor Guerrero) prepararon un plan para, utilizando en sincronía las 13 TARDIS, teletransportar al planeta Gallifrey por completo y atraparlo en un punto indeterminado en el espacio y el tiempo. Con la desaparición repentina de Gallifrey, las fuerzas Daleks se aniquilaron entre sí al dispararse entre ellas cuando estaban disparando al planeta. De esta forma, lo que en realidad ocurrió no fue la aniquilación de los Señores del Tiempo, sino que se quedaron perdidos junto con Gallifrey. El revoltijo y la desincronía de las corrientes temporales que provocó esta acción hizo que todas las encarnaciones del Doctor salvo el Undécimo olvidaran lo sucedido y se mantuviera en su recuerdo la realidad alternativa de que el Doctor Guerrero destruyó Gallifrey, manteniendo así la coherencia argumental entre la continuidad anterior y la nueva.